# Attaques allemandes sur Nauru
Vous lisez un « article de qualité » labellisé en 2009.
Seconde Guerre mondiale
Batailles
Batailles et opérations de la guerre du Pacifique

Japon :
- Raid de Doolittle
- Bombardements stratégiques sur le Japon (Tokyo
- Yokosuka
- Kure
- Hiroshima et Nagasaki)
- Raids aériens japonais des îles Mariannes
- Campagne des archipels Ogasawara et Ryūkyū
- Opération Famine
- Bombardements navals alliés sur le Japon
- Baie de Sagami
- Invasion de Sakhaline
- Invasion des îles Kouriles
- Opération Downfall
- Reddition du Japon

Pacifique central :
- Pearl Harbor
- Guam (1941)
- Wake
- Raid sur les îles Gilbert et Marshall
- Opération K
- Midway
- Opération RY
- Campagne des îles Gilbert et Marshall
- Campagne des îles Mariannes et Palaos
- Campagne des archipels Ogasawara et Ryūkyū
- Opération Inmate

Pacifique du sud-ouest :
- Nauru
- Invasion des Philippines (1941-42)
- Invasion des Indes orientales néerlandaises
- Opérations de l'Axe dans les eaux australiennes
- Raids aériens japonais sur l'Australie (1942-43)
- Opération Ke
- Campagne des îles Salomon
- Campagne de Nouvelle-Guinée
- Campagne des Philippines
- Campagne de Bornéo (1945)

Asie du sud-est :
- Invasion de l'Indochine (1940)
- Océan Indien (1940-45)
- Guerre franco-thaïlandaise
- Invasion de la Thaïlande
- Campagne de Malaisie
- Hong Kong
- Singapour
- Campagne de Birmanie
- Opération Kita
- Indochine (1945)
- Détroit de Malacca
- Opération Jurist
- Opération Tiderace
- Opération Zipper
- Bombardements stratégiques (1944-45)

Guerre sino-japonaise
Front d'Europe de l’Ouest
Front d'Europe de l’Est
Bataille de l'Atlantique
Campagnes d'Afrique, du Moyen-Orient et de Méditerranée
Théâtre américain
Les attaques allemandes sur Nauru survenues en décembre 1940 contre les intérêts des Alliés dans le Pacifique central sont des raids effectués par deux croiseurs auxiliaires de l'Allemagne nazie, des navires de commerce reconvertis en bâtiments de guerre par l'adjonction d'armement et maquillés en bâtiments civils. Elles comptent parmi les premières opérations du conflit mondial dans la région, avant le déclenchement de la guerre du Pacifique proprement dite. À cette époque, l'empire du Japon n'est pas encore entré en guerre contre les Alliés et le Pacifique ne constitue qu'un théâtre marginal de la Seconde Guerre mondiale. Les attaques visent à porter un coup d'arrêt à l'exportation du phosphate de Nauru, une petite île d'Océanie administrée depuis 1914 par l'Australie. La flottille allemande composée de l’Orion, du Komet et du Kulmerland a pour intention d'opérer un débarquement sur l'île et d'y détruire les infrastructures essentielles. Les attaques se déroulent en deux temps : entre le 6 et le 8 décembre les bâtiments allemands coulent cinq cargos évoluant autour de l'île puis le 27 décembre l'un des croiseurs revient bombarder le port de Nauru et les structures attenantes. Les dégâts provoqués conduisent à l'arrêt temporaire des exportations du phosphate de Nauru et ont pour conséquence d'accroître les mesures de surveillance maritime dans toute la région.

## Contexte

### Le phosphate: une ressource stratégique
Nauru et sa voisine l'île Océan constituent depuis la découverte de leurs gisements au début du XXe siècle une importante source de phosphate pour les industries australiennes et néo-zélandaises de fertilisants et sont par conséquent stratégiques pour le secteur agricole de ces deux pays. La British Phosphate Commission (BPC) dirige depuis Melbourne l'extraction et l'exportation du phosphate des deux îles et domine tous les aspects de la vie des Nauruans. En 1940, la compagnie exporte près d'un million de tonnes de phosphate nauruan et environ moitié moins depuis l'île Océan au moyen de ses quatre phosphatiers, le Triadic, le Triaster, le Triona et le Trienza, ainsi que d'une flotte de bateaux affrétés. En 1939, en prévision de la guerre, les volumes de phosphate exportés des deux îles sont augmentés et un stock stratégique de phosphate constitué en Australie afin de prévenir tout risque.

### Des îles vulnérables
Les îles ne disposant pas de ports en eaux profondes, les minéraliers doivent rester au large et le chargement de phosphate se fait via des structures cantilever s'avançant jusqu'en pleine mer. Lorsque le vent souffle en direction du sud-ouest, ce qui est commun de septembre à mars, les navires ne peuvent pas être chargés et doivent s'éloigner de l'île jusqu'à ce que les conditions météorologiques s'améliorent. On les laisse alors dériver afin d'économiser du carburant, ce qui en fait des cibles faciles. Il n'est pas rare d'en trouver ainsi plusieurs au large. Malgré l'importance économique pour la Nouvelle-Zélande et l'Australie de ces deux îles à phosphate, elles sont laissées sans protection, une clause du mandat octroyé par la Société des Nations empêchant la construction de défenses côtières. Les deux îles très isolées ne sont pas placées sous une surveillance constante de la marine australienne et sont hors de portée des patrouilles aériennes. Cependant, la guerre n'ayant pas encore été déclarée par le Japon, elles ne semblent pas être directement menacées.

### Raids allemands dans l'océan Pacifique

Dessin du Komet arborant les couleurs japonaises, sur la première vue l'armement est dissimulé.

Dessin du Komet.

Au début de la guerre, la Kriegsmarine dotée de faibles crédits et possédant uniquement des bases en Europe ne peut partout faire jeu égal face à la puissance de la Royal Navy britannique dont les navires voguent sur toutes les mers. Afin de pouvoir assurer une présence sur les mers lointaines, il est décidé de s'appuyer sur deux types de bâtiments peu susceptibles de se faire repérer : les sous-marins U-boot et une flotte de neuf croiseurs auxiliaires, d'anciens navires de commerce armés facilement camouflables. Dans le Pacifique, les Allemands bénéficient de la collaboration des Japonais encore en paix avec les Alliés en 1940 mais qui depuis leur signature du Pacte tripartite en septembre de cette même année font officiellement partie de l'Axe et contrôlent l'immense territoire du mandat des îles du Pacifique bordant immédiatement Nauru au nord. Ils fournissent à la marine allemande du ravitaillement et ses navires peuvent trouver refuge dans les îles qu'ils administrent.
Fin octobre 1940, deux des croiseurs allemands, l’Orion et le Komet ainsi que leur navire pétrolier-ravitailleur, le Kulmerland, identifiés par leurs noms de couverture japonais, respectivement le Maebasi Maru, le Manyo Maru et le Tokio Maru, se réunissent à Lamotrek dans les îles Carolines alors sous contrôle japonais. Les bateaux opèrent en Nouvelle-Zélande pendant 18 jours en novembre, parvenant à couler le 25 et le 27 novembre deux bateaux, le petit caboteur Holmwood et un grand paquebot, le Rangitane, en les attaquant au canon et sans se faire détecter par les faibles forces de défense néo-zélandaises. À la suite de ce raid, les navires allemands font cap sur les îles Kermadec et y débarquent le 29 novembre les femmes et les enfants gardés prisonniers sur le Kulmerland. Les trois navires se dirigent ensuite vers Nauru avec pour objectif de débarquer sur l'île et d'y détruire les infrastructures de l'industrie phosphatière, le port et la station-radio.

## Opérations allemandes

### Attaques sur les phosphatiers

Attaques allemandes sur Nauru
• 7 décembre 1940 : naufrage du Vinni (5180 t) coulé par le Komet
• 8 décembre 1940 : naufrage du Triaster (6030 t) coulé par l’Orion
• 8 décembre 1940 : naufrage du Triadic (6380 t) coulé par l’Orion
• 8 décembre 1940 : naufrage du Komata (3900 t) coulé par le Komet
• 27 décembre 1940 : bombardement de Nauru par le Komet

Les Allemands interceptent leur première cible à mi-chemin entre les îles Salomon et Nauru, le Triona, un navire de 4 413 tonnes de la BPC en partance pour la Nouvelle-Zélande qu'ils attaquent et coulent à la torpille après une poursuite au cours de laquelle trois des membres d'équipage du phosphatier sont tués par les tirs ennemis et les 68 survivants capturés.
Ils ont l'intention de débarquer sur Nauru et d'en bombarder les infrastructures le 8 décembre à l'aube mais le mauvais temps les en empêche. En revanche, la concentration de cargos bloqués par les intempéries et évoluant au large de l'île constitue une aubaine pour les Allemands. Ils parviendront à les couler en conservant toujours leur effet de surprise. Le 7 décembre au soir, le Komet, parti en mission de reconnaissance, arraisonne puis coule le Vinni, un navire norvégien de 5 181 tonnes à environ quatorze kilomètres au sud de l'île, 32 marins sont faits prisonniers. L’Orion rejoint le Komet au large de Nauru aux premières heures du 8 décembre, il attaque et endommage le Triadic (6 378 tonnes), le capitaine du cargo tente de ramener son équipage sur l'île au moyen de canots de sauvetage mais ses hommes sont forcés de monter à bord du Kulmerland. L'Orion coule ensuite le Triaster (6 032 tonnes). Le Komet tente alors sans succès de couler le Triadic avec des charges de sabordage. L’Orion parvient ensuite à l'envoyer par le fond en l'engageant au canon, avant que le Komet n'approche le Komata, un navire de 3 900 tonnes britannique. Celui-ci se rend compte des intentions hostiles du croiseur allemand avant qu'il n'attaque et tente d'envoyer un message de détresse. L'attaque du Komet, qui fait un mort et plusieurs blessés, détruit cependant l'émetteur radio, rendant cette tentative vaine ; l'équipage doit alors abandonner le navire. Des charges sont posées dans le navire afin de le faire couler, mais ce n'est que dans l'après-midi qu'il est envoyé par le fond, de nouveau au canon.
Sur Nauru, la confusion est grande. Ce n'est que lorsque l'opération est terminée que les autorités de Nauru prennent l'entière mesure de la nature et de l'ampleur de l'attaque. Le 7 décembre, peu avant le crépuscule, l'un des navires hostiles s'étant rapproché des côtes de l'île est aperçu par trois des plus hauts responsables de l'île qui se trouvent être ensemble à ce moment, le gouverneur, le chef de la police et le représentant de la British Phosphate Commission. Cependant il est identifié par erreur comme étant un navire marchand japonais. Le jour suivant, au petit matin, le Triadic en feu est aperçu entouré de deux navires inconnus ; c'est le seul navire attaqué qui est formellement identifié depuis Nauru. Là encore les mauvaises conditions météorologiques empêchent de faire des observations précises. Des messages radio sont envoyés sans succès aux deux bâtiments non identifiés. À neuf heures, les autorités de l'île émettent un message annonçant que des navires japonais évoluent à proximité. Peu après, des signaux radio « inhabituels » du Komata sont reçus sur Nauru juste avant qu'il ne soit attaqué. Plus tard dans l'après-midi, on aperçoit depuis Nauru le Komata en feu bombardé par un autre navire.

### Relâche

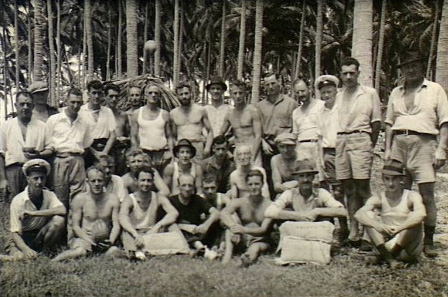
Groupe de prisonniers relâchés à Emirau.

À la suite de ces attaques, les deux navires allemands ainsi que le Kulmerland chargé de leur ravitaillement font retraite et se réunissent à 32 kilomètres à l'est de Nauru. Les conditions météorologiques empêchant toujours toute attaque directe sur Nauru, le Komet et le Kulmerland se rendent à Ailinglaplap dans les îles Marshall afin de permettre au Komet de faire le plein. L’Orion opère pendant ce temps au nord-ouest de Nauru au large de Pohnpei en Micronésie. Par la suite, il est convenu que les navires se réunissent au large de l'île avant de débarquer à la première occasion.
Après que les navires allemands se sont à nouveau rassemblés le 15 décembre, le temps continue à être trop mauvais pour permettre un débarquement et l'attaque est annulée. Le commandement abandonne aussi l'idée d'attaquer des navires après avoir intercepté des messages radio ordonnant aux cargos se dirigeant vers Nauru et Ocean Island de se dérouter. Les bateaux allemands se replient alors vers l'île d'Emirau le 21 décembre afin de débarquer les prisonniers accumulés au cours de leurs opérations. Le Kulmerland en contient 257 dont 52 femmes et 5 enfants, l’Orion 265 et le Komet 153 soit un total de 675. Cette île située dans l'archipel Bismarck incluse dans le territoire de Nouvelle-Guinée sous autorité australienne offre pour les Allemands l'avantage d'être l'une des rares terres de la région à ne pas disposer de station-radio permettant de contacter la Royal Australian Navy. Par ailleurs, le commandant Eyssen du Komet connait les lieux, s'étant rendu à Emirau avant la Première Guerre mondiale alors que la région était sous domination allemande.
Les officiers allemands déclarent aux deux couples de planteurs occidentaux qu'ils trouvent sur Emirau « prendre possession de l'île au nom du Reich » puis ils relâchent 514 prisonniers. Le capitaine Weyher de l’Orion refuse de libérer les hommes européens se trouvant sur son navire, arguant du fait qu'ils constituent une menace pour l'Allemagne, aussi ces captifs sont ultérieurement transférés dans des camps de prisonniers de guerre en Allemagne. Les Allemands fournissent aux rescapés libérés une petite embarcation et leur recommandent de chercher de l'aide à Kavieng sur l'île de Nouvelle-Irlande à 70 milles marins d'Emirau. De leur côté, ils refont leurs provisions en abattant plusieurs têtes de l'important cheptel de bétail se trouvant sur l'île.
Ils quittent Emirau le 21 décembre. L’Orion se dirige vers Lamotrek dans les Carolines puis vers les îles Maug dans les Mariannes afin de faire réviser ses moteurs. Le pétrolier-ravitailleur Kulmerland fait route vers le Japon et le Komet poursuit seul ses opérations dans le Pacifique Sud. Il tente d'utiliser son canot à moteur pour miner l'entrée de l'importante base navale de Rabaul en Nouvelle-Bretagne mais l'opération est annulée à la suite d'une avarie moteur.
Les 514 rescapés sont pris en charge par les deux couples de colons et leurs employés indigènes. On abat plusieurs vaches supplémentaires et les cultures vivrières des indigènes sont mises à contribution. Une délégation est envoyée à Kavieng chercher du renfort. De là, les autorités de Rabaul sont alertées par radio. Des vivres sont envoyés à Emirau depuis cette localité et les rescapés sont transférés à Kavieng. De là, ils sont transférés à Townsville dans le Queensland le 29 décembre. Ils peuvent fournir de précieuses informations sur les opérations de l'expédition allemande, ce qui conduit ultérieurement le commandement allemand à prendre la décision le 19 février 1941 d'interdire aux navires de relâcher d'autres prisonniers.

### Bombardement de l'île

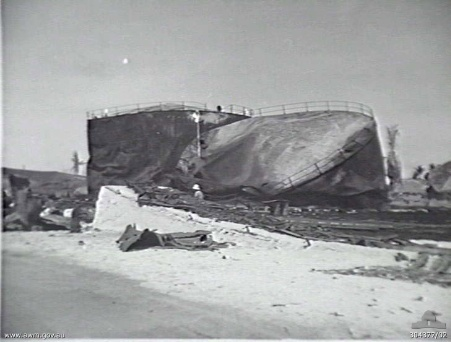
Réservoir de carburant endommagé à la suite du bombardement de Nauru.

Le Komet fait alors cap vers Nauru et parvient aux abords de l'île le 27 décembre au matin à 5h45. L'équipage avertit les îliens que le navire va s'attaquer aux infrastructures liées au phosphate et leur interdit de prévenir l'Australie par radio. Le gouverneur de l'île Frederick Royden Chalmers répond à cette annonce depuis la rive par des bordées d'invectives. Après avoir hissé le pavillon nazi, le croiseur procède à partir de 6h40 au bombardement. Durant environ une heure, les Allemands ciblent les structures en cantilever servant au chargement du phosphate, les réservoirs de carburant, les embarcations et les bâtiments environnants. Plus de 200 obus ainsi que des centaines de balles traçantes et de balles incendiaires s'abattent sur l'île. L'une des fondations en béton de la structure en porte-à-faux servant au chargement du phosphate est tellement endommagée que la structure entière menace de s'effondrer dans le lagon. Des réservoirs de carburant éventrés s'échappent en toutes directions 12 000 tonnes de combustible enflammé qui achèvent de détruire la structure en acier des cantilevers portée à blanc. Les travailleurs chinois dont les baraquements sont situés à proximité immédiate du port s'enfuient à bicyclette de l'autre côté de l'île où ils bivouaquent une nuit. La seule victime de l'attaque est un homme âgé de 98 ans, fils de l'un des premiers beachcombers venus s'installer sur l'île qui décède d'un arrêt cardiaque en démarrant son deux-roues pour prendre la fuite. Le croiseur longe ensuite la côte pendant une demi-heure puis fait cap vers le sud-est tandis que les autorités de Nauru avertissent par radio l'Australie de l'attaque. C'est la dernière opération allemande de la guerre dans l'océan Pacifique mais le Komet poursuit ensuite ses activités dans l'océan Indien.

## Conséquences

### Impact économique

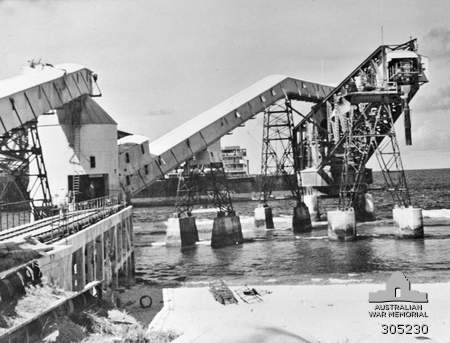
Structures en porte-à-faux servant au chargement du phosphate endommagées à la suite d'un bombardement sur Nauru.

Les attaques allemandes sur Nauru ont un impact sur les économies australiennes et néo-zélandaises. Il faut dix semaines avant que le chargement de phosphate puisse reprendre et la perte de bateaux ainsi que les dommages aux infrastructures entraînent un déclin important des exportations de phosphate de Nauru. Pour pallier le manque, les équipes de mineurs d’Ocean Island, autre île à phosphate voisine de Nauru, se relayent 24 heures sur 24 afin d'optimiser l'extraction. Conscient des difficultés d'approvisionnement des dominions australien et néo-zélandais, le Royaume-Uni cesse ses importations depuis ces îles et passe un accord auprès de la BPC afin que les îles Makatea en Polynésie française et Christmas dans l'océan Indien réservent des stocks de phosphate à ces deux pays. De plus, on entreprend d'importer du phosphate d'Égypte afin de combler les manques. La pénurie de phosphate induite pousse la Nouvelle-Zélande à rationner les fertilisants en juillet 1941. Le bombardement du Komet entraîne aussi la chute des exportations de phosphate vers le Japon.

### Réactions en Allemagne et au Japon
La nouvelle du bombardement est mal accueillie au Japon, le gouvernement de ce pays signifie son mécontentement causé par la mise hors service de l'une de ses sources d'approvisionnement en phosphate et par la crainte, justifiée par la suite, que les anciens prisonniers des croiseurs allemands ne révèlent que les bâtiments allemands obtiennent leur ravitaillement du Japon et se camouflent en navires de commerce japonais. Le pays menace de réduire son aide à l'Allemagne.
Les autorités navales allemandes ont une réaction mitigée face à ce qui est considéré comme sa plus grande réussite dans le Pacifique durant la Seconde Guerre mondiale. Ne sachant pas dans un premier temps s'il faut récompenser Eyssen pour son action audacieuse ou le blâmer pour avoir tendu les relations diplomatiques avec le Japon et pour avoir mis en danger son bateau en l'exposant aux attaques d'une possible défense côtière, elles félicitent finalement Robert Eyssen, le capitaine du Komet, en l'élevant au rang de contre-amiral en faisant ainsi le plus haut gradé au sein de la flotte des navires auxiliaires. Elles assortissent néanmoins cette reconnaissance d'une interdiction à tous ses croiseurs auxiliaires de se livrer à de telles opérations, en particulier à proximité des eaux japonaises.

### Mesures de protection de l'Australie et de la Nouvelle-Zélande

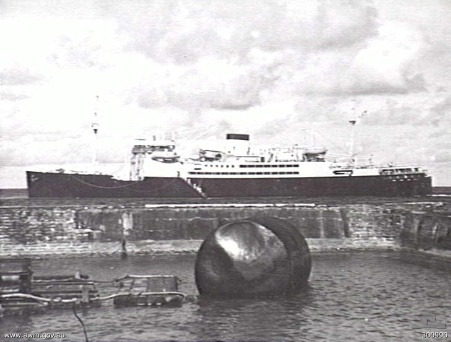
Le au large de Nauru en janvier 1941.

La nouvelle du bombardement de Nauru fait les premiers titres en Australie ainsi qu'en Nouvelle-Zélande et provoque une vive inquiétude.
À la suite des raids, le commandement naval australien obtient l'autorisation, auprès de l'amirauté britannique, de redéployer les unités navales australiennes afin de faire face à la menace créée par les croiseurs. L'accord conduit au retour du croiseur léger HMAS Sydney et du navire marchand armé HMAS Kanimbla, deux navires australiens jusque-là déployés sur le théâtre européen. Ceci permet d'assurer la protection navale de Nauru et d’Ocean Island, le HMAS Manoora, escortant le phosphatier Trienza, arrive en vue d’Ocean Island le 4 janvier 1941. Plusieurs navires de guerre australiens et néo-zélandais maintiennent une présence dans la zone durant les mois suivants et deux canons de campagne sont placés dans chacune des îles. Le raid allemand conduit aussi à l'établissement de convois entre l'Australie et la Nouvelle-Zélande. Des rumeurs, apparues en Australie et en Nouvelle-Zélande, attribuent les succès allemands à des trahisons dans les îles. Plusieurs enquêtes menées par les autorités démontrent qu'il n'en est rien.